# En Garde!
En Garde! è un gioco di ruolo ambientato nella Parigi del XVII secolo. I giocatori assumono il ruolo di gentiluomini duellisti. Il gioco è stato progettato da Frank Chadwick e pubblicato per la prima volta dalla Game Designers' Workshop (GDW) nel 1975.

## Storia
En Garde! è il primo gioco di ruolo di cappa e spada e il primo gioco di ruolo pubblicato dalla Game Designers' Workshop. Una seconda edizione rivista venne pubblicata nel 1977. Il regolamento è un ibrido di gioco di ruolo e gioco di strategia incentrato sulle regole di combattimento dei duelli e privo di master, il cui compito viene svolto mediante carte e tabelle che determinano gli eventi. Comunque i giocatori sviluppano personaggi giocanti e le regole comprendono linee guida per gestire il loro livello sociale e militare e per gestire l'aumento di esperienza e linee guida per descrivere l'ambientazione.
Il gioco venne adattato a essere giocato per posta con la gestione di un master e negli anni ottanta si era diffuso in questa maniera nel Regno Unito. Due appassionati, Theo Clarke e Paul Evans svilupparono un programma in BASIC per gestire il gioco e tennero partite con un numero di giocatori crescenti alle convention di giochi inglesi, arrivando fino a partite con cinquanta giocatori. Iniziarono a pubblicare nel 1986 la Small Furry Press Creature,  una rivista dedicata al gioco,  e nel 1988 su licenza della GDW pubblicarono una nuova edizione del regolamento. Dopo la chiusura della GDW i diritti tornarono a Frank Chadwick con cui la SFC Press negoziò un'ulteriore ristampa, che però in seguito alla chiusura della SFC Press non fu pubblicata. I diritti furono acquisiti da Paul Evans che pubblicò una nuova edizione nel 2005 mediante la Margam Evans Limited.